# Hrabůvka (Ostrava)
Hrabůvka (deutsch Klein-Hrabowa) ist ein Stadtteil der Stadt Ostrava in Tschechien. Er liegt am linken Ufer der Ostravice zwischen  Hrabová im Süden und Vítkovice im Norden.

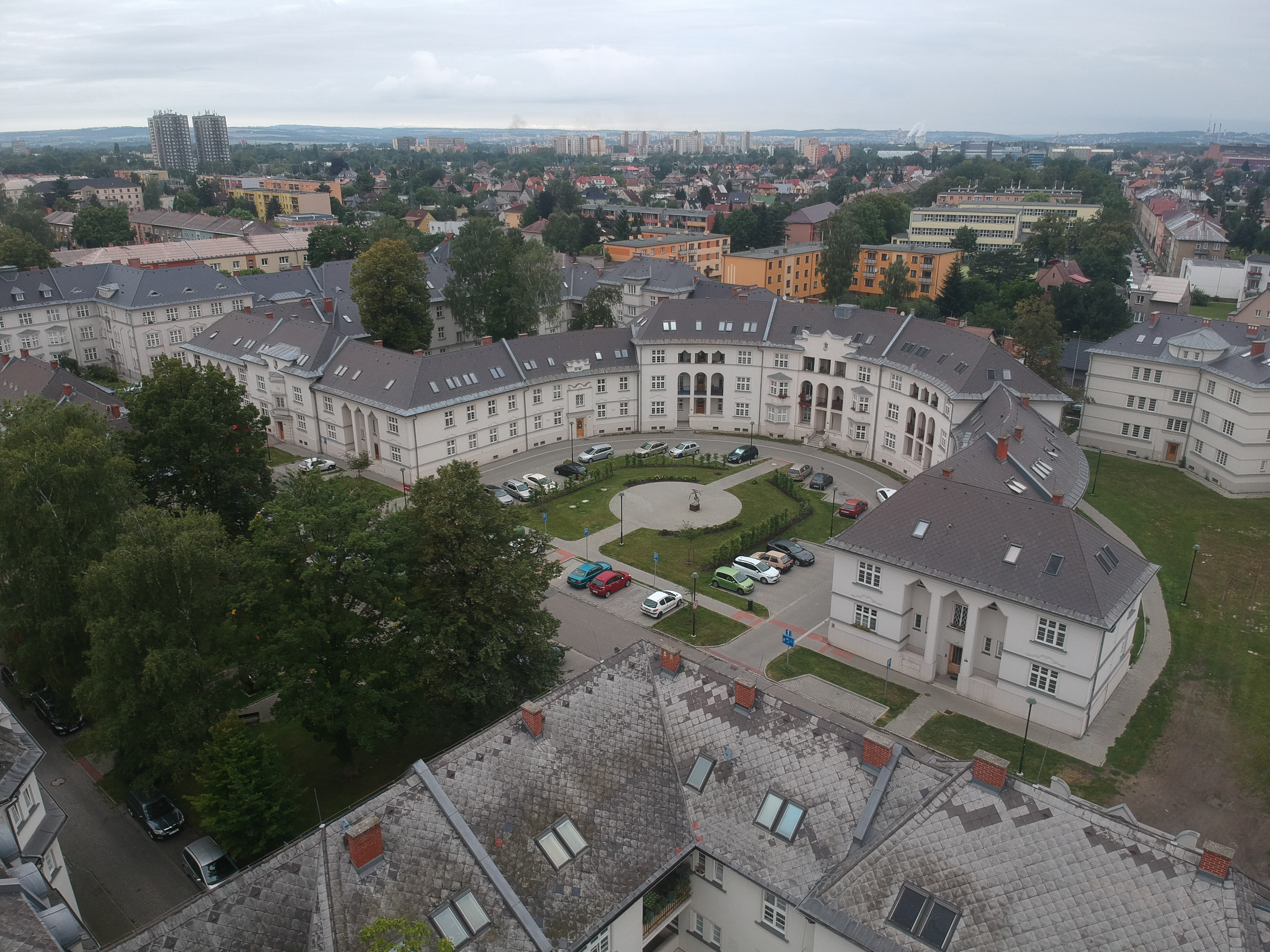
Jubilejni-Kolonie

## Geschichte
Zunächst wurde das Grabowe, heute Hrabová, im Jahr 1267 erwähnt. 1389 wurde es mit dem Adjektiv Alt (Antiquae Gravouie) hinzugefügt, erst drei Jahre später folgte die Erwähnung von Nouam Graboniam. Beide Ortsnamen waren von Hainbuchen (tschechisch habr, polnisch grab) abgeleitet und waren untypisch für die tschechische Sprache im späten 14. Jahrhundert, weil schon die Form Hrab- zu erwarten wäre (im 13. Jahrhundert kam es zur Spirantisierung h > g im Tschechischen). Es ist möglich, dass es der örtlichen Aussprache entsprach, oder durch graphische Substitution kam. Die moderne Form wurde im Jahr 1437 als Hrabuowka erwähnt, aber z. B. im Jahr 1529 als Malu Hrabowu (Mala – Klein) oder im Jahr 1676 auf Deutsch als Klein Rabowa, später Klein Hrabowa.
1869 gab es 583 Einwohner, aber die Einwohnerzahl stieg danach dank der Industrialisierung im benachbarten Witkowitz. Beide Gemeinden, Klein- und Großhrabowa, gehörten ab dem Jahr 1900 zum neuen Bezirk Mährisch Ostrau. 1910 wurde eine eigene römisch-katholische Pfarrei errichtet, als das Dorf 3032 Bewohner zählte. 1921–1923 wurde die Arbeiterkolonie Jubilejni mit 605 Wohnungen erbaut. 1924 wurde die Gemeinde nach Mährisch-Ostrau eingemeindet. 1930 erhielt Hrabůvka eine erste Straßenbahnverbindung durch die Witkowitzer Werkbahn, die im Volksmund als „Komarek“ bekannt geworden ist.
Die Plattenbausiedlungen in der Zeit des Sozialismus erhöhten die Zahl der Einwohner auf fast 40.000 in den 1980er Jahren.